# Metacrambus salahinellus
Metacrambus salahinellus is een vlinder uit de familie grasmotten (Crambidae). De wetenschappelijke naam is voor het eerst geldig gepubliceerd in 1917 door Chretien.
De soort komt voor in Europa.